# Cartoon Network Studios Arabia
A Cartoon Network Studios Arabia egy arab rajzfilmstúdió, a Cartoon Network Studios társa, amelynek tulajdonosa a Turner Broadcasting System, a Time Warner leányvállalata. A stúdió a Cartoon Network számára készít animációs filmeket. Célja, hogy egy olyan, a közel-keleti kultúra inspirálta világhírű sorozatot hozzanak létre, mint amilyen a Cartoon Network Development Studio Europe készítette 
a Gumball csodálatos világot. A stúdió vezetője Michael Carrington.
Története 2011. június 27-én kezdődött, amikor a Turner Broadcasting System bejelentette, hogy megállapodást kötött a Twofour54 nevű médiaközponttal és elindítja a stúdiót a helyi Cartoon Network Animációakadémia (Cartoon Network Animation Academy) tehetségeit támogatva. A stúdió végül 2011 szeptemberében kezdte meg a működését Abu-Dzabiban.